# Muzeum Ziemi Wieluńskiej w Wieluniu
Muzeum Ziemi Wieluńskiej w Wieluniu – instytucja kultury gminy Wieluń założona w 1926 roku przez Polską Macierz Szkolną. Pełni rolę ośrodka badań przeszłości historycznej ziemi wieluńskiej. W jego skład wchodzą: budynek główny przy ul. Narutowicza 13, dwór szlachecki w Ożarowie (Muzeum Wnętrz Dworskich), położona w pobliżu dworu oficyna, młyn wiatrowy w Kocilewie (k. Ożarowa) oraz baszta Męczarnia. 
Muzeum posiada liczne i wartościowe eksponaty archeologiczne, historyczne, etnograficzne i z dziedziny dzieł sztuki, ponadto – agrotechniczne, numizmatyczne, ikonografię oraz militaria. Swoje wyniki badań upowszechnia w licznych publikacjach oraz podczas konferencji popularnonaukowych.
Siedziba główna muzeum mieści się w dawnym klasztorze Bernardynek z pocz. XVII w., ufundowanym przez Annę Koniecpolską, matkę hetmana Stanisława Koniecpolskiego.

## Historia
10 października 1926 roku za sprawą Polskiej Macierzy Szkolnej i jej działaczki Felicji z Morzyckich Rymarkiewiczowej otwarto pierwsze Muzeum Ziemi Wieluńskiej. Siedzibę znalazło w dawnym zamku, znacząco przebudowanym w połowie XIX wieku w charakterze pałacowym. Obecnie mieści się w nim urząd Starostwa Powiatowego. Po blisko dziesięcioletniej działalności instytucji zbiory archeologiczne, etnograficzne, historyczne i przyrodnicze przeniesiono do nowej siedziby w budynku dawnej cerkwi przy ul. Krakowskie Przedmieście. Muzeum nazwano wówczas (12 maja 1936 roku) im. Marszałka Józefa Piłsudskiego. W trakcie II wojny światowej bezpowrotnie utraciło wszystkie zbiory. Muzeum Ziemi Wieluńskiej reaktywowano w 1964 roku z inicjatywy Stanisława Tadeusza Olejnika, który wówczas objął stanowisko dyrektora placówki. Początkowo mieściło się w dwóch niewielkich pokojach znajdujących się w oficynie przy ul. Narutowicza 9 w Wieluniu. Pięć lat później zbiory przeniesiono do wyremontowanego dawnego klasztoru sióstr Bernardynek. Pierwszą wystawę zaprezentowano w nowym gmachu 1 października 1969 roku.
Od 1991 roku muzeum jest instytucją kultury Gminy Wieluń. Od 2001 roku działa przy nim Rada Muzeum, której przewodniczącym od momentu powstania jest Ryszard Grygiel. W grudniu 2003 roku instytucję wpisano do Państwowego Rejestru Muzeów (nr 77) prowadzonego przez Ministra Kultury i Dziedzictwa Narodowego.
Do początku 1991 roku funkcję dyrektora pełnił Stanisław Tadeusz Olejnik, w latach 1991–2008 – Bogusław Abramek, a obecnie od 2008 roku Jan Książek.
W 1981 roku przy muzeum utworzono oddział w Ożarowie – Muzeum Wnętrz Dworskich, mieszczący się w barokowym dworku wybudowanym w drugiej połowie XVIII w. przez kasztelana wieluńskiego – Władysława Bartochowskiego. W Muzeum Wnętrz Dworskich eksponowane są muzealia głównie z zakresu sztuki, ale także etnografii i historii. Muzeum Wnętrz Dworskich organizuje koncerty muzyki klasycznej. Posiada rozległy, podworski park. Jesienią 1999 roku rozpoczęto prace rekonstrukcyjne wiatraka w Kocilewie, który uprzednio rozebrano. Pod koniec 2006 roku jego rekonstrukcja została ukończona, udostępniając budowlę zwiedzającym. W 2012 roku udostępniono natomiast oficynę przy dworze w Ożarowie. Od początku powstania ożarowskiego Muzeum Wnętrz Dworskich do 1998 roku oddziałem kierowała Bogusława Wiluś. Obecnie funkcję kierownika oddziału pełni Jarosław Eichstaedt.
W 2015 roku gmina Wieluń przekazała Muzeum Ziemi Wieluńskiej basztę Męczarnię, która stanowiła w przeszłości istotne umocnienie murów obronnych. W nawiązaniu do dziejów budowli prezentowane są w niej dwie wystawy stałe: „W izbie wieluńskiego kata” oraz „Dzieje oręża polskiego w średniowieczu i okresie staropolskim”. W 2022 roku Gmina Wieluń zakupiła na cele muzealne kościół pobernardyński/poewangelicki wraz z plebanią, na terenie obiektu trwają prace badawcze.
Oprócz wystaw stałych, muzeum każdego roku organizuje kilkanaście wystaw czasowych oraz dziesiątki warsztatów dla dzieci i młodzieży. Muzeum wydało ponad 40 publikacji zwartych, głównie w ramach Wieluńskiej Biblioteki Regionalnej, a jego pracownicy opracowali blisko 1000 artykułów naukowych i popularyzujących wiedzę na temat historycznej ziemi wieluńskiej i zagadnień związanych z muzealnictwem.
W 2019 roku muzeum zostało odznaczone Odznaką Honorową za Zasługi dla Województwa Łódzkiego. W 2024 roku muzeum zostało uhonorowane brązowym medalem “Zasłużony Kulturze Gloria Artis” w roku jubileuszu 60-lecia działalności odrodzonego po II wojnie światowej muzeum.